# O Beijo Roubado
O beijo roubado é um quadro do pintor Jean-Honoré Fragonard, realizado por volta de 1790, que se encontra no Museu Hermitage de São Petersburgo, Rússia.
Já na sua fase final, Fragonard realizou esta pintura dentro de uma série dedicada aos beijos, tema que agradaria à nobreza francesa na época de Luis XVI. Fragonard foi possivelmente influenciado pelos pintores holandeses do século XVII, admirados durante uma digressão pela Europa realizada pouco antes desta fase.
Representa uma jovem surpreendida por um admirador que a beija num gabinete, sala íntima dos palacetes da época. Atrás da porta entreaberta assiste-se à presença de várias mulheres na parte de fora frente à surpreendente visita do amante.
O mesmo autor possui outra obra com o mesmo nome de 1761.